# Video poker
Video poker je hazardní karetní hra založená na nejznámějším variantě 5-kartového pokeru, five-card draw.  Hazardní hrou se podle zákona č. 186/2016 Sb. (Zákon o hazardních hrách) rozumí: “hra, sázka nebo los, do nichž sázející vloží sázku, jejíž návratnost se nezaručuje, a v nichž o výhře nebo prohře rozhoduje zcela nebo zčásti náhoda nebo neznámá okolnost.”
Video Poker se hraje na počítačové konzole podobné hracímu automatu a patří mezi světově nejpopulárnější hry v online kasinech i v kamenných kasinech / hernách. Video poker je druhou nejoblíbenější kasinové hrou hned po výherných automatech..

## Historie

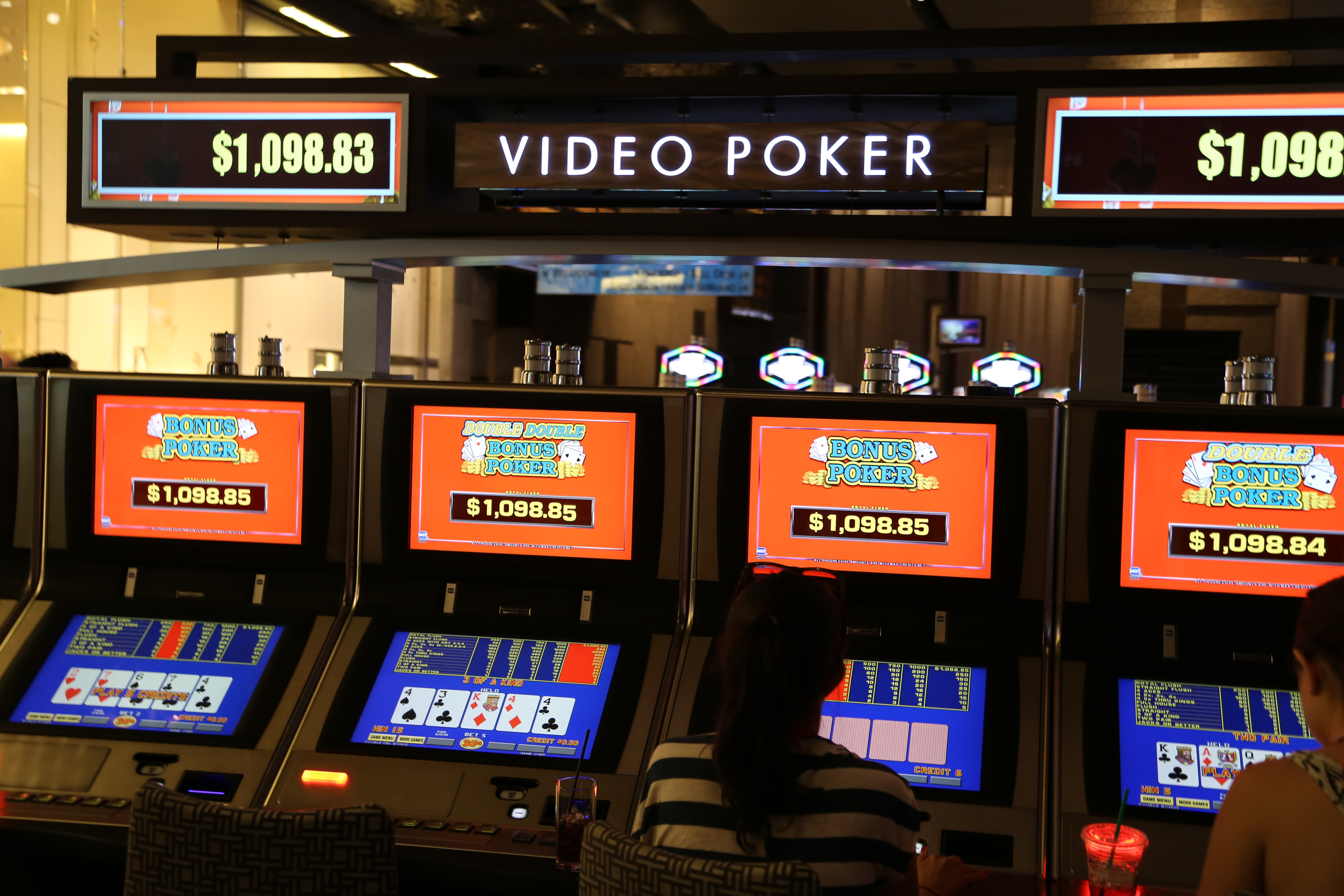
Video pokrové stroje

Historie video pokeru sahá do 70. let minulého století, do doby, kdy byly počítače vrcholem technologie. Vznik video pokeru se pojí s dějinami hracích automatů. Předchůdci first draw pokerových automatů byly pokerové hrací automaty, které fungovaly jen na principu náhody či štěstí. První pokerový hrací automat vznikl poté, co byl představen pojem "tah", což bylo velkým milníkem ve světě hracích automatů, protože celá hra již nebyla založena na principu štěstí, ale hráči mohli do určité míry kontrolovat výsledek hry.  První pokerový hrací automat pochází z roku 1901. Jeho vynálezcem byl Charles August Fey, Američan bavorského původu. Fey pracoval jako mechanik v San Francisku a svůj první hrací automat na mince sestrojil v roce 1894. Následující rok Fey postavil 4-11-44, se kterým dosáhl úspěch zejména v místním salonu. Fey brzy opustil práci a otevřel si továrnu, aby se mohl věnovat výrobě automatů. V roce 1898 postavil první automat se třemi válci a automatickými výplatami v hotovosti, Card Bell. Jeho další hrací automat Liberty Bell byl postaven v roce 1899 a na válcích používal podkovy a zvony a také hrací karty. Tři zvony seřazeny za sebou znamenaly nejvyšší výplatu. Avšak kvůli zemětřesení v San Francisku v roce 1906 se zachovaly pouze 4 z více než 100 Feyovou strojů Liberty Bell. Automat Liberty Bell se stal velmi oblíbeným mezi sponzory salonů v San Francisku a rychle ho napodobily Feyovou konkurenti, jako například Mills Novelty Company of Chicago.

## Vznik video pokeru
Za otce video pokeru se považuje William Si Redd (1911 - 2003). Si Reddova průlomová myšlenka elektronického video pokeru byla prezentována společnosti Bally působící jako distributor her pro Bally Gaming. Společnost však Si Reddyho nápad přejít do nového herního prostředí video pokeru nepřijala, protože se obávala nepříznivých výsledků. Navzdory neúspěchu prorazit s novým nápadem v Bally se Si Reddovi podařilo přesvědčit společnost, aby mu udělila výhradní patent na video poker. Krátce na to si Redd uzavřel dohodu se společností Fortune Coin Company v Reno (Nevada) a založil si svou vlastní společnost Sircoma (Si Redds Coin Machines) a začal masově produkovat video pokerové automaty.
V průběhu roku 1979 se v amerických kasinech rozšířil nový video poker automat s názvem Draw Poker. Společnost Sircoma se po roce dostala na veřejnost a vyměnila svůj název za International Game Technology (IGT), která je dnes jedním z předních dodavatelů softwaru poskytujícího video poker. Později, s přidáním dotykového displeje a dalších her, jako jsou Deuces Wild a Double Bonus, popularita video pokeru vzrostla ještě výrazněji.

## Poker vs video poker
Mezi pokerem a video pokerem je několik rozdílů, přičemž každá hra má své vlastní kouzlo. Jakou hru se hráč rozhodne hrát závisí na jeho osobnosti a od toho, co od dané hry jednotlivec očekává. Video poker je rychlejší a vyžaduje od hráče mnohem méně dovedností než poker. Dokonce i hráči, kteří mají pouze základní znalosti o hře, mohou ve video pokeru vyhrát. Při pokeru je nezbytné mít podstatně více trpělivosti a znalostí. Poker vyžaduje mnohem více času na to, aby se stal hráč ve hře dobrým. Obě hry však mohou existovat současně. Mnoho pokerových hráčů si stále užívá jedno nebo dvě kola video pokeru a mnoho začátečníků vnímá video poker jako odrazový můstek k pokeru.

## Výhody video pokeru oproti pokeru

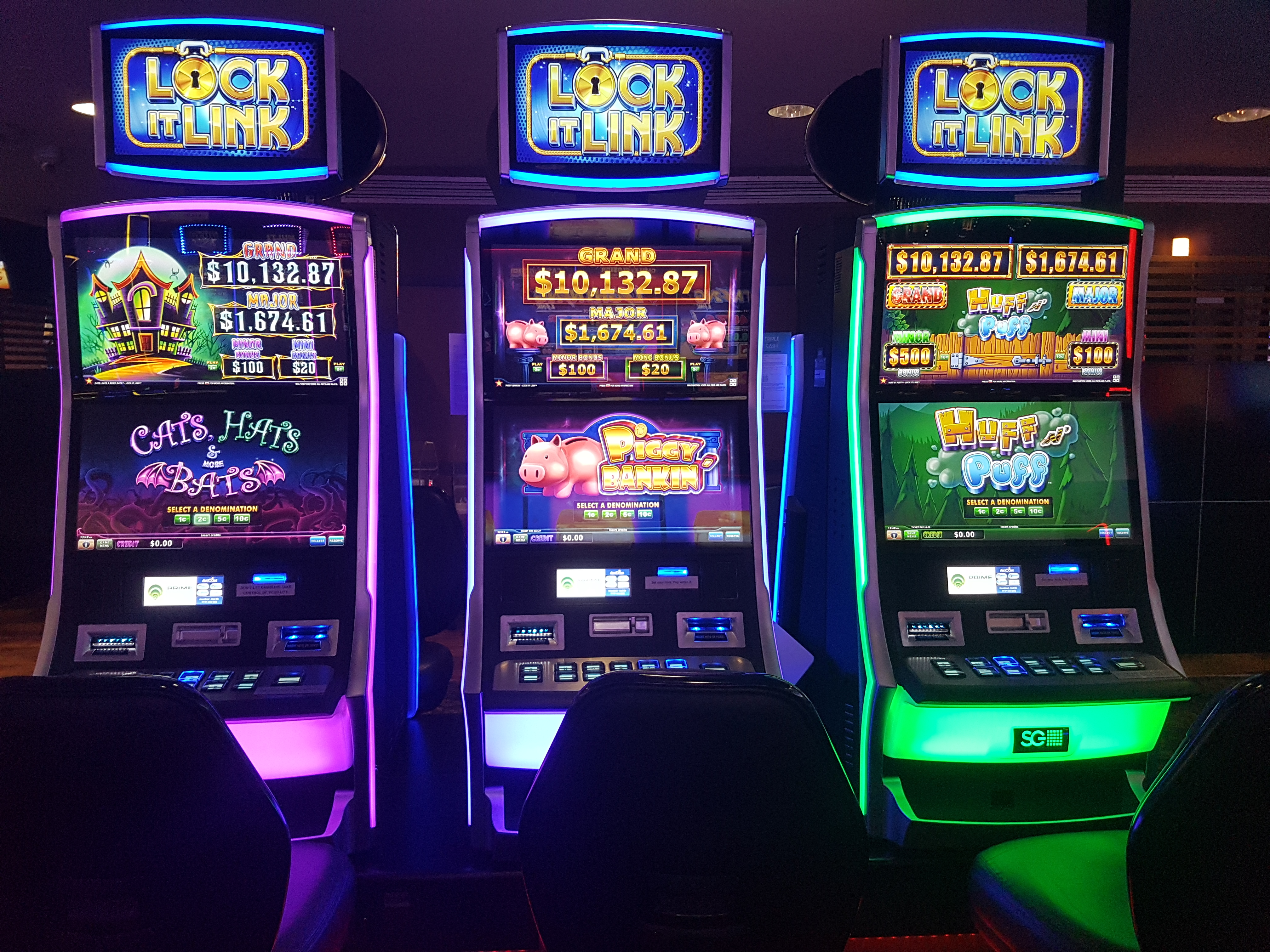
Video poker stroj

Video poker je kombinací automatů a 5 kartového pokeru. Video poker je možné hrát online i offline. Vzhledem k tomu, že jde o počítačovou hru, existuje mnoho variací video pokeru. Mnoho hráčů upřednostňuje jednoduchost video pokeru na rozdíl od přísných pravidel a strategií pokeru. Hráči mohou také ovládat své bankrolly mnohem jednodušší ve video pokeru, protože sázky jsou systematičtější, mnohem více vyrovnanější a méně riskantní ve srovnání s pokerovými sázkami.

## Strategie hry
Většina pokerových her je založena na 5-kartovém pokeru. Hra začíná rozdáním 5 karet z balíčku francouzských karet (52 karet), které se označují jako ruky. Hráči mají možnost vyměnit jednu nebo všechny své startovací karty (ruky) za nové karty. Pokud má hráč ruku, která je dostatečně vysoká na to, aby ji ukázal na výplatním stole, dostane zaplaceno.
V některých video pokerových hrách se používají žolíky, v jiných figurují divoké karty. Největší rozdíl mezi pokerovými hrami spočívá ve výplatních tabulkách. Tabulka výplat přímo ovlivňuje house edge, takzvaný okraj domu. House edge jsou peníze, které si kasino ponechává jako zisk a obvykle bývá vyjádřený v procentech. Video pokerový automat s 1% house edge si ponechává z dlouhodobého hlediska 1% všech vsazených peněz. Při sázce v hodnotě 100 000 Kč si automat ponechá částku 1000 Kč. Nezáleží zde na výšce sázky, ale na celkovém vsazených vkladu a na okraji domu. Pojmem "edge" se označuje výhoda. Hráč, který má na soupeře edge, nad soupeřem dlouhodobě vyhrává. Částka, kterou si kasino ponechá jako zisk nebo výhodu na okraji domu, je dlouhodobé číslo. To znamená, že v krátkodobém horizontu jde procento nahoru nebo dolů. Avšak čím déle hráč hraje a čím výše sázky sází, tím jsou jeho výsledky blíže k okraji domu. Z dlouhodobého hlediska je nemožné překonat okraj domu, ale je možné ho ovlivnit tak, aby byl co nejmenší. Každá strategie video pokeru je založena na očekávaných hodnotách. Vypočítat tyto hodnoty je docela složité a většina hráčů video pokeru neumí vypočítat očekávanou hodnotu jen při pohledu na karty, které rozdal automat na video poker. Nejjednodušší je proto nechat počítač, aby provedl matematické výpočty a na základě výsledků si pak sestavit seznam pravidel, který hráči pomůže zhodnotit každou ruku ve video pokeru. Na základě očekávaných hodnot různých držených karet a také na základě pravděpodobnosti různých výsledků a výher si hráč sestaví svůj prioritní seznam karet, které si chce podržet.

## Jednoduchá a optimální strategie
Strategie video pokeru můžeme rozdělit na jednoduché a optimální verze. V jednoduché strategii si stačí zapamatovat méně rukou a hráč se dostane k optimální návratnosti. Při optimální (nebo pokročilé) strategii jde také o dosažení optimální návratnosti, avšak hra obsahuje podrobnější detaily, se kterými si průměrný hráč nebude umět poradit.
Jednoduchá (nebo základní) strategie pro video poker seskupuje některé kombinace s podobnými očekávanými hodnotami. V jednoduché strategii si stačí zapamatovat méně rukou, proto je mnohem rychlejší a snadnější se tuto strategii naučit. Rozdíl ve výhernosti při používání této strategie je ve srovnání s maximální výhrou, kterou lze dosáhnout pouze při použití optimální strategie opravdu malý. Rozdíl mezi výhernosťou nejvýnosnější verze Jacks or Better při jednoduché a optimální strategii je 0,08%. Tento rozdíl je výsledkem chyb, které hráči provedou na základě zjednodušení hry.